# Polinomios de Chebyshov
En matemática, los polinomios de Chebyshev, nombrados en honor a Pafnuti Chebyshev, son una familia de polinomios ortogonales que están relacionados con la fórmula de De Moivre y son definidos de forma recursiva con facilidad, tal como ocurre con los números de Fibonacci o los números de Lucas. Usualmente se hace una distinción entre polinomios de Chebyshev de primer tipo que son denotados Tn y polinomios de Chebyshev de segundo tipo, denotados Un. La letra T es usada por la transliteración alternativa del nombre Chebyshev como Tchebychef o Tschebyscheff. 
Los polinomios de Chebyshev Tn o Un son polinomios de grado n y la sucesión de polinomios de Chebyshev de cualquier tipo conforma una familia de polinomios.
Los polinomios de Chebyshev son importantes en la teoría de la aproximación porque las raíces de los polinomios de Chebyshev de primer tipo, también llamadas nodos de Chebyshev, son usadas como nodos en interpolación polinómica. El polinomio de interpolación resultante minimiza el problema del fenómeno de Runge y entrega una aproximación cercana del polinomio a la mejor aproximación a una función continua bajo la norma maximal. Esta aproximación conduce directamente al método de la cuadratura de Clenshaw-Curtis.
En el estudio de ecuaciones diferenciales surgen como la solución a las 
ecuaciones diferenciales de Chebyshev
{\displaystyle (1-x^{2})\,y''-x\,y'+n^{2}\,y=0\,\!}
y
{\displaystyle (1-x^{2})\,y''-3x\,y'+n(n+2)\,y=0\,\!}
para polinomios del primer y segundo tipo, respectivamente. Estas ecuaciones son casos particulares de la ecuación diferencial de Sturm-Liouville.

## Definición

polinomios de Chebyshev de primer tipo T_{n}

polinomios de Chebyshev de segundo tipo U_{n}

Los polinomios de Chebyshev de primer tipo son definidos mediante la relación de recurrencia
{\displaystyle T_{0}(x)=1\,\!}
{\displaystyle T_{1}(x)=x\,\!}
{\displaystyle T_{n+1}(x)=2xT_{n}(x)-T_{n-1}(x).\,\!}
Un ejemplo de función generatriz para Tn es
{\displaystyle \sum _{n=0}^{\infty }T_{n}(x)t^{n}={\frac {1-tx}{1-2tx+t^{2}}}.\,\!}
Los polinomios de Chebyshev de segundo tipo son definidos mediante la relación de recurrencia
{\displaystyle U_{0}(x)=1\,\!}
{\displaystyle U_{1}(x)=2x\,\!}
{\displaystyle U_{n+1}(x)=2xU_{n}(x)-U_{n-1}(x).\,\!}
Un ejemplo de función generatriz para Un es
{\displaystyle \sum _{n=0}^{\infty }U_{n}(x)t^{n}={\frac {1}{1-2tx+t^{2}}}.\,\!}

### Definición trigonométrica
Los polinomios de Chebyshev de primer tipo pueden ser definidos por la identidad trigonométrica:
{\displaystyle T_{n}(x)=\cos(n\arccos x)=\cosh(n\,\mathrm {arccosh} \,x)\,\!}
de donde:
{\displaystyle T_{n}(\cos(\theta ))=\cos(n\theta )\,\!}
para n = 0, 1, 2, 3,..., mientras que los polinomios de segundo tipo satisfacen:
{\displaystyle U_{n}(\cos(\theta ))={\frac {\sin((n+1)\theta )}{\sin \theta }}\,\!}
que es estructuralmente similar al núcleo de Dirichlet.
Ese cos(nx) es un polinomio de grado n-ésimo en cos(x) que puede obtenerse observando que cos(nx) es la parte real de un lado de la fórmula de De Moivre, y que la parte real del otro lado es un polinomio en cos(x) y sin(x), en el que todas las potencias de sin(x) son pares, luego reemplazables vía la identidad cos²(x) + sin²(x) = 1.
Esta identidad es muy útil en conjunto con la fórmula generatriz recursiva, permitiendo calcular el coseno de cualquier integral múltiple de un ángulo únicamente en términos del coseno del ángulo basal. Evaluando los dos primeros polinomios de Chebyshev:
{\displaystyle T_{0}(x)=\cos \ 0x\ =1\,\!}
y:
{\displaystyle T_{1}(\cos(x))=\cos \ (x)\,\!}
uno puede directamente determinar que:
{\displaystyle \cos(2\theta )=2\cos \theta \cos \theta -\cos(0\theta )=2\cos ^{2}\,\theta -1\,\!}
{\displaystyle \cos(3\theta )=2\cos \theta \cos(2\theta )-\cos \theta =4\cos ^{3}\,\theta -3\cos \theta \,\!}
y así sucesivamente. Para probar trivialmente si los resultados parecen razonables, basta sumar los coeficientes en ambos lados del signo igual (es decir, fijando theta igual a cero, caso en que el coseno equivale a la unidad), obteniendo que 1 = 2 - 1 en la primera expresión y 1 = 4 - 3 en la segunda.
Un corolario inmediato es la identidad de composición
{\displaystyle T_{n}(T_{m}(x))=T_{n\cdot m}(x).\,\!}
Explícitamente
{\displaystyle T_{n}(x)={\begin{cases}\cos(n\arccos(x)),&\ x\in [-1,1]\\\cosh(n\,\mathrm {arccosh} (x)),&\ x\geq 1\\(-1)^{n}\cosh(n\,\mathrm {arccosh} (-x)),&\ x\leq -1\\\end{cases}}\,\!}
(sin olvidar que los cosenos hiperbólicos inversos de x y −x difieren por la constante π). A partir de un razonamiento similar al anterior, es posible desarrollar una forma cerrada para la generatriz de polinomios de Chebyshev de tercer tipo:
{\displaystyle \cos(n\theta )={\frac {e^{in\theta }+e^{-in\theta }}{2}}={\frac {(e^{i\theta })^{n}+(e^{i\theta })^{-n}}{2}}\,\!}
la cual, combinada con la fórmula de De Moivre:
{\displaystyle \!e^{i\theta }=\cos \theta +i\sin \theta =\cos \theta +i{\sqrt {1-\cos ^{2}\theta }}=\cos \theta +{\sqrt {\cos ^{2}\theta -1}}\,\!}
entrega:
{\displaystyle \cos(n\theta )={\frac {\left(\cos \theta +{\sqrt {\cos ^{2}\theta -1}}\right)^{n}+\left(\cos \theta +{\sqrt {\cos ^{2}\theta -1}}\,\right)^{-n}}{2}}\,\!}
expresión que, por supuesto, es una forma mucho más expedita para determinar el coseno de N veces un ángulo dado que iterar cerca de N veces en la forma recursiva. Finalmente, si reemplazamos {\displaystyle \cos(\theta )} por x, podemos escribir:
{\displaystyle T_{n}(x)={\frac {\left(x+{\sqrt {x^{2}-1}}\right)^{n}+\left(x+{\sqrt {x^{2}-1}}\right)^{-n}}{2}}.}

### Definición a partir de la ecuación de Pell
Los polinomios de Chebyshev también pueden ser definidos como las soluciones a la ecuación de Pell
{\displaystyle T_{i}^{2}-(x^{2}-1)U_{i-1}^{2}=1\,\!}
en un anillo R[x] (e.g., ver Demeyer (2007), p.70). De este modo, pueden ser generados por la técnica estándar para la ecuaciones de Pell consistente en tomar potencias de una solución fundamental:
{\displaystyle T_{i}+U_{i-1}{\sqrt {x^{2}-1}}=(x+{\sqrt {x^{2}-1}})^{i}.\,\!}

### Relación entre los polinomios de Chebyshev de primer y segundo tipo
Los polinomios de Chebyshev de primer y segundo tipo están relacionados a través de las siguientes ecuaciones
{\displaystyle {\frac {d}{dx}}\,T_{n}(x)=nU_{n-1}(x){\mbox{ , }}n=1,\ldots }
{\displaystyle T_{n}(x)={\frac {1}{2}}(U_{n}(x)-\,U_{n-2}(x)).}
{\displaystyle T_{n+1}(x)=xT_{n}(x)-(1-x^{2})U_{n-1}(x)\,}
{\displaystyle T_{n}(x)=U_{n}(x)-x\,U_{n-1}(x).}
La relación de recurrencia para la derivada de los polinomios de Chebyshev puede ser obtenida de estas relaciones
{\displaystyle 2T_{n}(x)={\frac {1}{n+1}}\;{\frac {d}{dx}}T_{n+1}(x)-{\frac {1}{n-1}}\;{\frac {d}{dx}}T_{n-1}(x){\mbox{ , }}\quad n=1,\ldots }
Esta relación es usada en el método espectral de Chebyshev de resolución de ecuaciones diferenciales.
Equivalentemente, las dos sucesiones pueden también ser definidas a partir de un par de ecuaciones de recurrencia mutua:
{\displaystyle T_{0}(x)=1\,\!}
{\displaystyle U_{-1}(x)=0\,\!}
{\displaystyle T_{n+1}(x)=xT_{n}(x)-(1-x^{2})U_{n-1}(x)\,}
{\displaystyle U_{n}(x)=xU_{n-1}(x)+T_{n}(x)\,}
Estas pueden ser obtenidas desde fórmulas trigonométricas; por ejemplo, si {\displaystyle \scriptstyle x=\cos \vartheta }, entonces
{\displaystyle {\begin{aligned}T_{n+1}(x)&=T_{n+1}(\cos(\vartheta ))\\&=\cos((n+1)\vartheta )\\&=\cos(n\vartheta )\cos(\vartheta )-\sin(n\vartheta )\sin(\vartheta )\\&=T_{n}(\cos(\vartheta ))\cos(\vartheta )-U_{n-1}(\cos(\vartheta ))\sin ^{2}(\vartheta )\\&=xT_{n}(x)-(1-x^{2})U_{n-1}(x).\\\end{aligned}}}
Notar que tanto estas ecuaciones como las trigonométricas adquieren una forma más simple si seguimos la convención alternativa de escribir Un (el polinomio de grado n) como Un+1.

## Propiedades

### Ortogonalidad
Tanto Tn como Un forman una familia de polinomios ortogonales. Los polinomios de primer tipo son ortogonales con respecto al peso
{\displaystyle {\frac {1}{\sqrt {1-x^{2}}}},\,\!}
en el intervalo [−1,1], i.e. tenemos:
{\displaystyle \int _{-1}^{1}T_{n}(x)T_{m}(x)\,{\frac {dx}{\sqrt {1-x^{2}}}}=\left\{{\begin{matrix}0&:n\neq m~~~~~\\\pi &:n=m=0\\\pi /2&:n=m\neq 0\end{matrix}}\right.\,\!}
Esto puede ser demostrado tomando x= cos(θ) y usando la identidad
Tn (cos(θ))=cos(nθ). Similarmente, los polinomios de segundo tipo son ortogonales con respecto al peso
{\displaystyle {\sqrt {1-x^{2}}}\,\!}
en el intervalo [−1,1], i.e. tenemos:
{\displaystyle \int _{-1}^{1}U_{n}(x)U_{m}(x){\sqrt {1-x^{2}}}\,dx={\begin{cases}0&:n\neq m\\\pi /2&:n=m\end{cases}}\,\!}
(que, al ser normalizado para formar una medida de probabilidad, es la distribución semicircular de Wigner).

### Norma mínima∞{\displaystyle \infty }
Dado cualquier {\displaystyle 1\leq n}, entre los polinomios de grado {\displaystyle n} con primer coeficiente 1, {\displaystyle f(x)={\frac {1}{2^{n-1}}}T_{n}(x)} es tal que el valor absoluto máximo en el intervalo {\displaystyle [-1,1]} es mínimo. 
Este valor absoluto maximal es {\displaystyle {\frac {1}{2^{n-1}}}} y {\displaystyle |f(x)|} alcanza este máximo exactamente {\displaystyle n+1} veces: en {\displaystyle -1} y {\displaystyle 1} y los otros {\displaystyle n-1} puntos extremos de {\displaystyle f}.

### Diferenciación e integración
Las derivadas de los polinomios pueden ser menos directas. Diferenciando los polinomios en sus formas trigonométricas, es fácil mostrar que:
{\displaystyle {\frac {dT_{n}}{dx}}=nU_{n-1}\,}
{\displaystyle {\frac {dU_{n}}{dx}}={\frac {(n+1)T_{n+1}-xU_{n}}{x^{2}-1}}\,}
{\displaystyle {\frac {d^{2}T_{n}}{dx^{2}}}=n{\frac {nT_{n}-xU_{n-1}}{x^{2}-1}}=n{\frac {(n+1)T_{n}-U_{n}}{x^{2}-1}}.\,}
Las dos últimas fórmulas pueden ser numéricamente problemáticas debido a la división por cero (0/0 forma indeterminada, específicamente) en x = 1 y x = −1. Puede ser demostrado que:
{\displaystyle {\frac {d^{2}T_{n}}{dx^{2}}}{\Bigg |}_{x=1}\!\!={\frac {n^{4}-n^{2}}{3}}}
{\displaystyle {\frac {d^{2}T_{n}}{dx^{2}}}{\Bigg |}_{x=-1}\!\!=(-1)^{n}{\frac {n^{4}-n^{2}}{3}}}
En cuanto a la integración, la primera derivada de Tn implica que
{\displaystyle \int U_{n}\,dx={\frac {T_{n+1}}{n+1}}\,}
y la relación de recurrencia para los polinomios de primer tipo involucrando derivadas establece que
{\displaystyle \int T_{n}\,dx={\frac {1}{2}}\left({\frac {T_{n+1}}{n+1}}-{\frac {T_{n-1}}{n-1}}\right)={\frac {nT_{n+1}}{n^{2}-1}}-{\frac {xT_{n}}{n-1}}.\,}

### Raíces y extremos
Un polinomio de Chebyshev de cualquier tipo con grado n tiene n raíces simples distintas, llamadas nodos de Chebyshev, en el intervalo [−1,1]. Usando la definición trigonométrica y dado que
{\displaystyle \cos \left({\frac {\pi }{2}}\,(2k+1)\right)=0}
es fácil demostrar que las raíces de Tn son
{\displaystyle x_{k}=\cos \left({\frac {\pi }{2}}\,{\frac {2k-1}{n}}\right){\mbox{ , }}k=1,\ldots ,n.}
Similarmente, las raíces de Un son
{\displaystyle x_{k}=\cos \left({\frac {k}{n+1}}\pi \right){\mbox{ , }}k=1,\ldots ,n.}
Una propiedad única de los polinomios de Chebyshev de primer tipo es que en el intervalo −1 ≤ x ≤ 1 todos los valores extremos tienen valores iguales a −1 o 1. Tanto los de primer y segundo tipo tienen extremos en los puntos de borde, dados por:
{\displaystyle T_{n}(1)=1\,}
{\displaystyle T_{n}(-1)=(-1)^{n}\,}
{\displaystyle U_{n}(1)=n+1\,}
{\displaystyle U_{n}(-1)=(n+1)(-1)^{n}\,}

### Otras propiedades
Los polinomios de Chebyshev son un caso especial de los polinomios de Gegenbauer, que a su vez son un caso especial de los polinomios de Jacobi.
Por cada entero no negativo n, Tn(x) y Un(x) son ambos polinomios de grado n. 
Son funciones pares o impares de x si n is par o impar, entonces al ser escritos como polinomios de x sólo tiene términos pares o impares respectivamente.
El primer coeficiente de Tn es 2n − 1 si 1 ≤ n, pero 1 si 0 = n.